# Kleine Polder (Termunterzijl)
De Kleine Polder (ook: Kleinepolder) was een waterschap in de Nederlandse provincie Groningen.
Het schap lag pal ten zuiden van de zeedijk, tussen Termunten en Termunterzijl. Het water werd rechtstreeks op de boezem van Oldambt gebracht, waardoor het schap geen belangrijke taken had. Vandaar dat het twee jaar na de oprichting opging in het boezemwaterschap. 
Waterstaatkundig gezien ligt het gebied sinds 2000 binnen dat van het waterschap Hunze en Aa's.

## Naam
De naam verwijst naar de tweede, grotere polder bij Termunterzijl. In de voormalige gemeente Delfzijl was nog een tweede Kleine Polder.